# Xmonad
xmonad ist ein Fenstermanager für das X Window System. Er ist in der funktionalen Programmiersprache Haskell geschrieben.
Im März 2007 wurde xmonad als Tiling-basierter Fenstermanager vorgestellt. Er organisiert daher die dargestellten Fenster kachelartig, so dass sie sich nicht überlappen. Außerdem bemühten sich die Entwickler, eine grafische Oberfläche zu schaffen, in der Benutzer ein produktives Arbeiten mit den Fenstern ohne Benutzung der Maus ermöglicht wird. Viele Linux-Distributionen liefern xmonad direkt über ihre Paketverwaltungssysteme aus und auch für FreeBSD, NetBSD, OpenBSD, und macOS ist es verfügbar.

## Eigenschaften
Ursprünglich orientierte sich xmonad in Sachen Funktionalität und Bedienung an dwm, etwa bei der voreingestellten Tastenbelegung. Es enthält mittlerweile jedoch Funktionalitäten, die für dwm-Benutzer nicht verfügbar sind. Dies sind zum Beispiel ein für jede Desktop-Umgebung konfigurierbares Layout, Kachelreflexion, Speicherung des Zustands, Spiegeln des Layouts und Gnome-Unterstützung und Statusleisten für jeden Screen (X-Abstraktion). Es kann durch die Bearbeitung einer externen Konfigurationsdatei angepasst werden, die während des Betriebs neu geladen werden kann.

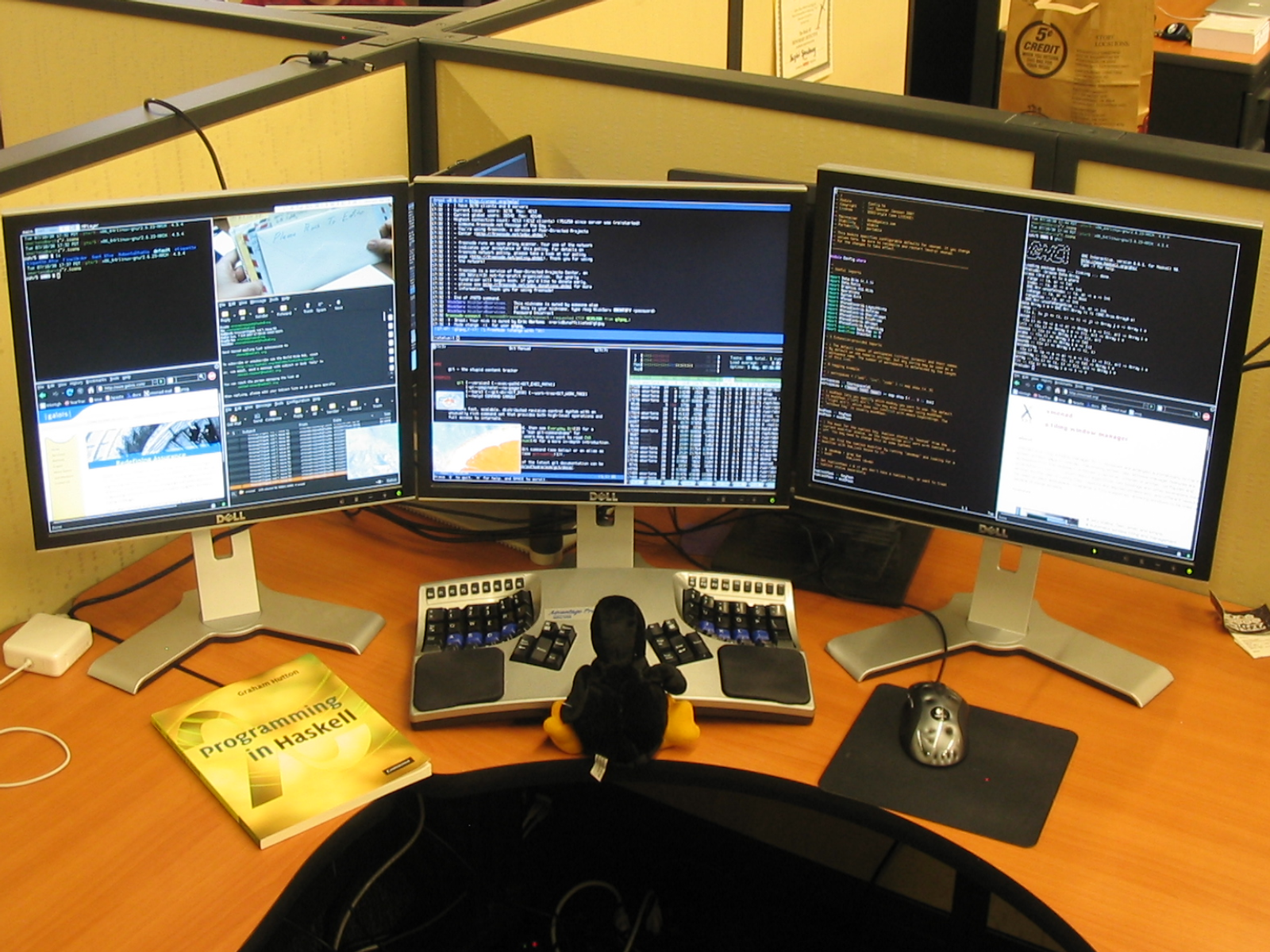
Die xinerama-Unterstützung von xmonad: Tiling auf drei Monitoren gleichzeitig (mit Kinesis-Tastatur)

Erweiterungen für das Kernsystem, wie die Emulation anderer Fenstermanager und unübliche Layout-Algorithmen wie Fensterteilung basierend auf der Fibonacci-Spirale, wurden von der Community implementiert und sind als Bibliothek verfügbar.
Neben dem Fokus auf den Verzicht der Maus, verwenden die xmonad-Entwickler häufig semi-formale Methoden und Programmableitung, um die Zuverlässigkeit zu erhöhen und die Zahl der Quellcodezeilen zu verringern. Mit Version 0.7 wurde diese auf unter 1200 reduziert und Fenstermanager-Einstellungen wie das Verhalten des Fokus werden nun durch die Haskell-Bibliothek QuickCheck kontrolliert. Dieser Schwerpunkt macht xmonad in verschiedener Hinsicht unüblich. Es ist außerdem der erste Fenstermanager, der die Zipper-Datenstruktur zum automatischen Organisieren des Fokus nutzt.
xmonad macht Gebrauch von Haskell-Eigenschaften und Werkzeugen wie QuickCheck, GHC-Erweiterungen wie pattern guards, Monaden, monad transformers, zippers, und des Cabal-Paketsystems, sowie Haskell-Bindungen zu Xlib und xft-Schriftarten. Es ist geplant, wieder an XCB zu binden, wenn die Haskell-Bindings freigegeben werden. Sein Kern wurde auf Sicherheit in Bezug auf Pattern Matching geprüft, was weiter zur Zuverlässigkeit beiträgt.

## Einfluss
Die Innovationen von xmonad haben auch Einfluss auf andere Tiling-basierte Fenstermanager genommen. So übernahm dwm „urgency hooks“ von xmonad und unterstützt Xinerama (für Multi-Head-Systeme) seit dem Release 4.8. Außerdem existiert ein durch xmonad inspirierter Patch, der dwm um zwei Layouts ergänzt, die Fenster entsprechend der Fibonacci-Folge anordnen.